# Рафнек

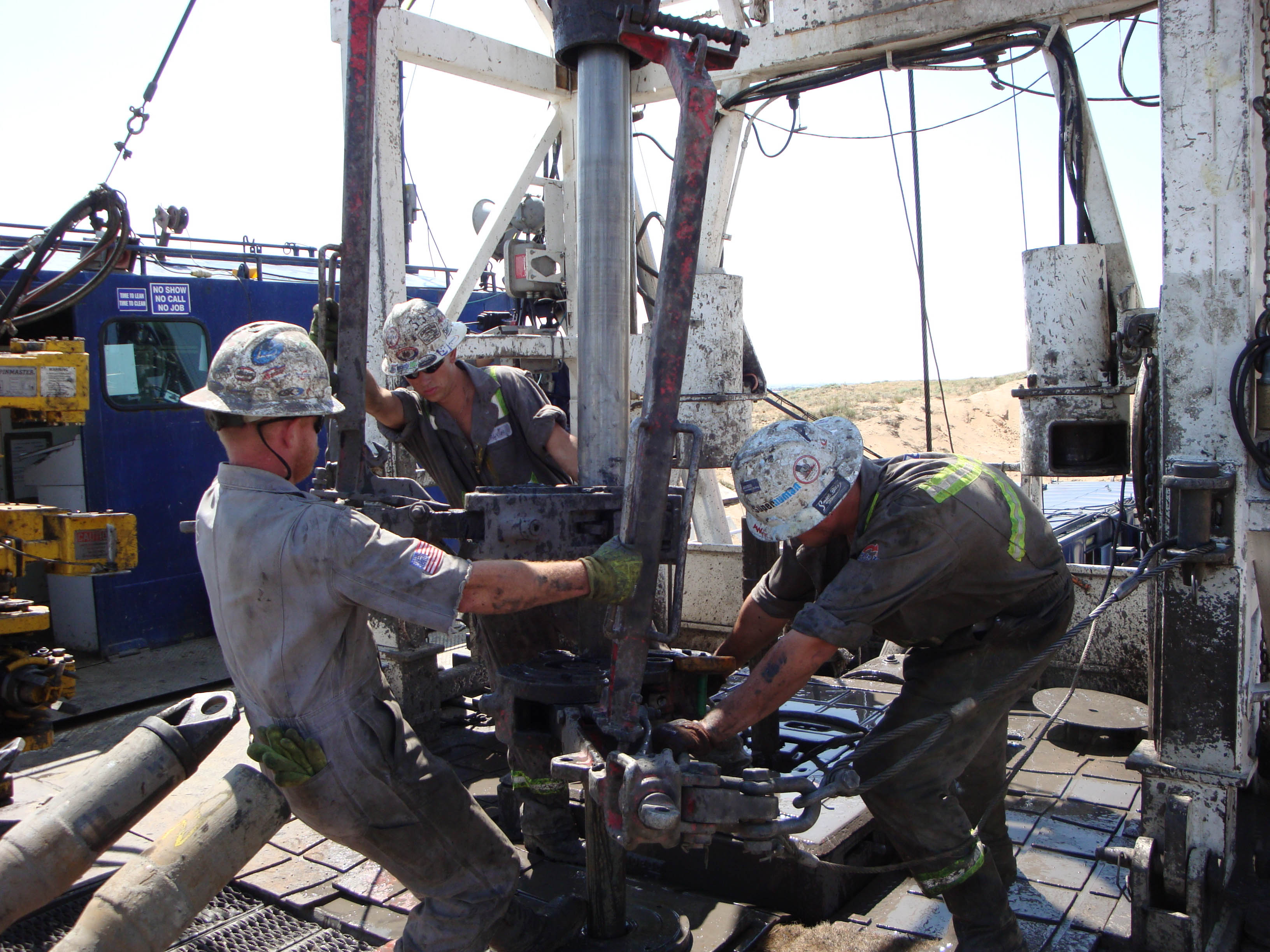
Рафнеки на буровій установці

Рафнек (англ. Roughneck — «груба шия») — сленгова назва людини, професією якої є важка фізична праця. 

## Загальний опис
Термін застосовується в багатьох галузях промисловості, але найчастіше асоціюється з робітниками на буровій платформі. Ідеал працьовитого, міцного рафнека був взятий кількома спортивними командами, які використовують цю фразу як частину своєї назви чи логотипу.
Спочатку цей термін використовувався на мандрівних карнавалах у Сполучених Штатах 19-го століття, майже як взаємозамінний з терміном «ростабаут» (англ. roustabout — роботяга, різноробочий). До 1930-х років термін перейшов до нафтової промисловості. У нафтовій промисловості Сполученого Королівства, починаючи з 1970-х років, рафнек означав тих, хто працював на буровому майданчику бурової установки, обслуговуючи спеціальне бурове обладнання для буріння та контролю тиску. На практиці ці працівники варіювалися від некваліфікованих до висококваліфікованих, суб'єктивно залежно від здібностей і досвіду окремого працівника. А, роустабаут виконуватиме загальну роботу, таку як завантаження та розвантаження вантажу з кошиків крана та допомога зварювальникам, механікам, електрикам та іншим кваліфікованим робітникам.

## Рафнеки нафтових родовищ
На нафтових родовищах обов’язки майстра можуть включати будь-які дії, пов’язані зі з’єднанням труб у стовбурі свердловини, а також загальну роботу навколо бурової установки. Екіпаж наземної нафтової вишки можна додатково розділити на кілька посад:
- Штовхач інструменту (Toolpusher): найвища посада на місці буріння, відповідальний за кожну бригаду. Під час робіт штовхач інструментів може залишатися на місці протягом декількох днів або тижнів, тоді як окремі бурові бригади працюють лише восьми- або 12-годинними змінами або «турами» (вимовляються як «вежі»).

- Бурильник (Driller): керівник окремої бригади, відповідальний за керування механізмами бурової установки під час буріння, а також за більшість інших операцій на буровій установці.

- Деррікхенд "Рука вишки" (Derrickhand): відповідає за буровий розчин, бурові ями, де бурові рідини циркулюють по системі, і бурові насоси, а також є рукою в вишці, яка маніпулює стійками в і з пальців під час спуску. операції. Виконуючи роль керівника для бурильника, який здебільшого обмежений на майданчику бурової установки. У багатьох випадках бригадир несе виключну відповідальність за роботу в вишці під час «спуску» труби в свердловину та з неї.

- Спостерігач за свердловиною (Pit Watcher): відповідає за буровий розчин, бурові ями та пов’язане з ними перекачування/циркуляцію бурового розчину та різних рідин через ями, свердловини та повернення через ями.

- Машиніст (Motoman): відповідає за щоденне технічне обслуговування різних двигунів, водяних насосів, водопроводів, паропроводів, котлів та різноманітних інших механізмів, встановлених на буровій платформі. Також відповідає за переміщення обладнання на місці. У буровій бригаді з чотирьох осіб моторист також є ланцюжником.

- Котельник (Boilerman): хоча ця посада вже застаріла, до середини 20 століття, коли більшість бурових установок працювали на парі, котельник відповідав за котли. Котляр також виконував функції праля, очищаючи парою засмальцьований робочий одяг останньої бригади в «дувній бочці», а потім розвішував його сушитися на теплому повітрі біля котлів.

- Спец по ланцюгам  (Chainhand) (Floorhand): Ця посада призначається робітнику, який також може кинути ланцюг, який допомагає розкручувати з’єднання, але з 2013 року, коли деякі завдання автоматизовані на бурових установках, це майже ще один робітник, який стежить за "хробаком" і не стає таким брудним.

- "Ведуча рука" (Leadhand) ("хробак"): зазвичай найнижчий член бурової бригади, тих, хто займає цю посаду, часто називають "хробаком", оскільки його руки роблять найбруднішу та найбільш фізично вимогливу працю. Майстер працює в основному на підлозі бурової установки, де він фактично керує щипцями, буксиром і подіумом, а також виконує майже будь-яку іншу роботу, яку від нього просять.

- Ростабаут, різноробочий (Roustabout) (leasehand): на великих і морських бурових установках виконує більшу частину фарбування та чищення, щоб рафнеки могли виконувати  іншу роботу.

- Гінзель (Ginsel): помічник "хробака". Це принизлива назва серед рафнеків. Також його ще називають "п'ята рука".

- Залізний Рафнек (Iron Roughneck) - це спеціальне обладнання, яке використовується для буріння нафти[3]. Незалежно від того, чи труба подається в стовбур свердловини, чи її витягують, залізний рафнек використовує поворотний стіл і динамометричний ключ, щоб з’єднати або роз'єднати секції труб[4].

У Канаді на наземних бурових установках термін рафнек відноситься до "Floorhand".

## У культурі
Команда «Едмонтон Ойлерз» з Національної хокейної ліги використовувала в якості одного зі своїх вторинних логотипів зображення нафтової установки з хокейною ключкою. Рафнек, як символ наполегливої праці та сили духу, був джерелом натхнення для команди з лакросу "Calgary Roughnecks", а також "Tulsa Roughnecks" з Північноамериканської футбольної ліги, Tulsa Roughnecks з Об’єднаних футбольних ліг і "Tulsa Roughnecks FC" з USL. "West Texas Roughnecks" Ліги внутрішнього футболу також використовують це прізвисько. У національних лігах BAFA, "Aberdeen Roughnecks" також прийняли це прізвисько. В AUDL (American Ultimate Disc League) команда Dallas також є Roughnecks. Однією з перших команд оновленого XFL були "Х'юстон Рафнекс"
З середини 1970-х років, компанія виробник контейнерів для їжі та смітєвих контейнерів "Rubbermaid" використовує назву «Roughneck» для сміттєвих баків і сумок.
У третьому розділі «Великого Гетсбі» під час першої зустрічі з Джеєм Гетсбі Нік Керравей описує його як «елегантного молодого рафнека, якому рік чи два більше тридцяти, чия витончена формальність мови просто не стала абсурдною».
Основний загін у фільмі  Зоряний десант називається "Roughnecks" (в українському перекладі "Круті хлопці").
Джонні Кеш написав і виконав пісню «Born to Be a Roughneck».
Кілька телевізійних програм були зосереджені на житті рафнеків, зокрема Oil Strike North (1975), Roughnecks (1994–1995) і Black Gold (2008–2013).
Пісня Стена Роджерса «Free in the Harbour» про міграцію атлантичних рибалок до нафтової промисловості описує цих мігрантів як «Калгарійських рафнеків із Ермітажної затоки».